# إبراهيم النابلسي
إبراهيم علاء عزت النابلسي ويُكنّى أبو فتحي (13 أكتوبر 2003 - 9 آب/أغسطس 2022) كان قائدًا عسكريًا وقياديًا بارزًا في كتائب شهداء الأقصى خلال عام 2022 حيثُ لعب دورًا كبيرًا في عددٍ من العمليّات التي طالت جيش الاحتلال الإسرائيلي حتى صارَ ضمن قائمة أكثر المطلوبين لدى تل أبيب. اغتيلَ النابلسي على يدِ القوات الإسرائيليّة حينما أطلقت قذيفة على المنزلِ الذي كان يتحصّن به ففارقَ الحياة وزميلٌ له في مدينتهِ نابلس.

## الحياة المُبكّرة
وُلد إبراهيم علاء عِزت النابلسي في مدينة نابلس بتاريخ 13 أكتوبر 2003.

## المقاومة الفلسطينية

### البداية
انضمَّ النابلسي في وقتٍ ما لإحدى الأجنحة العسكرية التابعة لحركة فتح وصار مع مرور السنوات قياديًا بارزًا وقائدًا ميدانيًا في حركة كتائب شهداء الأقصى التي تُعدّ إلى جانب كتائب أخرى الذراع العسكري لحركة فتح.

### المطاردة الإسرائيلية
بصفتهِ قياديًا ميدانيًا في كتائب شهداء الأقصى فقد نفّذ النابلسي بشكل غير مباشر عددًا من العمليات ضدّ جيش الاحتلال الإسرائيلي فصارَ ضمن قائمة الأكثر مطلوبين لتل أبيب. بدأت إسرائيل في مطاردتهِ فعليًا لعدّة أشهر حينما اعتبرته المطلوب الأول لديها في مدينة نابلس، وحاولت اغتياله في أواخر تموز/يوليو 2022 لكنّه نجا من المحاولة وفقدَ رفيقَين من رفاقه في الكتائب، كما كانت تل أبيب قد اغتالت في شباط/فبراير من نفسِ العام الخليّة التي كان عضوًا فيها، ولكنه لم يكن متواجدًا في المركبة حينها.

## الاغتيال
أقدمت قوات الاحتلال الإسرائيلي صباح التاسع من آب/أغسطس على اقتحام مدينة نابلس فاندلعت اشتباكاتٌ مع قاطني المدينة. أُصيب خلال الاشتباكات الأوليّة ما مجموعهُ 14 فلسطينيًا بحسبِ مصادر طبيّة تتبعُ وزارة الصحّة الفلسطينية. زادت حدّة الاشتباكات بعدما أقدمت القوات الإسرائيليّة على قصفِ منزلٍ بقذيفة صاروخية بعد محاصرته في إطارِ عملية عسكريّة استهدفت قائد كتائب شهداء الأقصى بحسبِ بيانِ الجيش الإسرائيلي.
بعد أكثر من نصفِ ساعة من اقتحام نابلس أعلنت وسائل إعلام عبريّة عن اغتيال إبراهيم النابلسي قائد كتائب شهداء الأقصى التابعة لحركة فتح، في الوقتِ الذي استمرّت فيه الاشتباكات في المدينة القادمة بنابلس. بدأ الجيش الإسرائيلي في الانسحاب من نابلس مع تزايد حديث مصادر عبريّة عن أنه قَتل فلسطينيين اثنين في العملية أحدهما القيادي في كتائب شهداء الأقصى النابلسي.
أعلنَ الهلال الأحمر الفلسطيني عن إصابة 32 شخصًا في البلدة القديمة منها 4 إصابات خطيرة بالرصاص الحيّ، بينما أصدرت وزارة الصحة الفلسطينيّة بيانًا ذكرت فيه «استشهاد 3 فلسطينيين في نابلس هم إبراهيم النابلسي وإسلام صبوح وحسين جمال طه وهم من قادة كتائب شهداء الأقصى»، فيما ظهرَ وزير الأمن الداخلي الإسرائيلي في مؤتمر صحفي وهو يقول «إنّنا مستمرون في المبادرة لاستهداف أي إرهابي ينفذ أو يخطط لتنفيذ هجمات»، مُضيفًا: «مثلما عملنا في غزة مؤخرًا ونابلس اليوم سنستمرّ بهذه الطريقة في أي زمان ومكان».
جاءت عملية اغتياله بعد ساعات من اغتيال إسرائيل لكل من تيسير الجعبري قائد المنطقة الشمالية بسرايا القدس، وخالد منصور قائد المنطقة الجنوبية بسرايا القدس.